# پیام‌رسان (فیلم ۱۹۱۸)
پیام‌رسان (انگلیسی: The Messenger) یک فیلم کمدی است که در سال ۱۹۱۸ منتشر شد. از بازیگران آن می‌توان به اتل برتون، بیلی وست، اولیور هاردی، لیاتریس جوی و لئو وایت اشاره کرد. این فیلم در زمان اکران در شیکاگو با سانسور چندین صحنه مواجه شد.